# Rony Martias
Rony Martias (Basse-Terre, 4 agosto 1980) è un ex ciclista su strada francese, professionista dal 2004 al 2013.

## Palmarès

### Strada
- 2002 (Vendée U, una vittoria)

Classifica generale Tour d'Eure-et-Loir Espoirs
- 2006 (Bouygues Télécom, una vittoria)

1ª tappa Tour de Picardie (Creil > Péronne)
- 2008 (Bouygues Télécom, tre vittorie)

1ª tappa La Tropicale Amissa Bongo (Akieni > Franceville)
4ª tappa La Tropicale Amissa Bongo (Lambaréné > Kango)
Classifica generale Tour Ivoirien de la Paix

#### Altri successi
- 2003 (Vendée U)

Prologo Tour de Guadeloupe
- 2008 (Bouygues Télécom)

Classifica a punti La Tropicale Amissa Bongo

## Piazzamenti

### Grandi Giri
- Giro d'Italia

2005: 141º
- Vuelta a España

2006: ritirato (10ª tappa)
2007: ritirato (12ª tappa)

### Classiche monumento
- Milano-Sanremo

2004: 182º
2007: 148º
2008: 138º
2009: ritirato
- Giro delle Fiandre

2006: ritirato
2007: 98º
2009: ritirato
- Parigi-Roubaix

2004: ritirato
2005: ritirato
2006: 88º
2007: 41º
2008: ritirato
2009: 43º
2010: fuori tempo massimo
2011: 60º
2012: ritirato
2013: ritirato